# Estación Viale
Viale es una estación de ferrocarril del Departamento Paraná en la Provincia de Entre Ríos, Argentina. 

## Servicios
Se encuentra precedida por la Estación Seguí y antecedida por la Estación Tabossi.